# Penelope Milford
Penelope Milford (ur. 23 marca 1948) – amerykańska aktorka filmowa.

## Filmografia
- 1970: Maidstone jako Statystka
- 1978: Powrót do domu jako Vi Munson
- 1982: Więzy krwi jako Julie Warren
- 1983: Złota foka jako Tania
- 1988: Śmiertelne zauroczenie jako Pauline Fleming
- 1996: Desperaci jako Adele Anderson
- 1998: Henry: Portrait of a Serial Killer, Part 2 jako Kobieta w lesie

## Nagrody i nominacje
Za rolę Vi Munson w filmie Powrót do domu została nominowana do Oscara.